# Arroio Fundo
O arroio Fundo, também chamado de rio Arroio Fundo, é um curso d'água da cidade do Rio de Janeiro. Tem três quilômetros de extensão e vai do final do viaduto da  Linha Amarela à Lagoa de Jacarepaguá. É uma continuação do Rio Grande, o qual nasce no Parque Estadual da Pedra Branca e deságua na Lagoa da Tijuca. É também um receptor de dejetos provenientes de ligações clandestinas de esgotos feitas na  Cidade de Deus e em Jacarepaguá.
Possui uma das cinco Unidades de Tratamento de Rios da cidade (UTR do Arroio Fundo - as outras são em: Rio Carioca, Piscinão de Ramos, Rocinha, Guaratiba), inaugurada em 2010, única obra executada de várias obras constantes no caderno de encargos olímpicos, necessárias ao saneamento de esgotos e recuperação ambiental do complexo  lagunar da Barra da Tijuca.
É indistintamente nominado Arroio Fundo ou Rio Arroio Fundo, sendo a combinação rio + arroio, a rigor, pleonasmo, já que ambos referem-se igualmente a cursos dágua. Mas por trata-se de nome próprio não tem, rigorosamente, de ater-se às normas gramaticais, tendo um grau de liberdade semelhante a nomes, prenomes e sobrenomes de  pessoas naturais ou  jurídicas. De qualquer modo, ainda que não seja aceito pela gramática, será aceito social e juridicamente.